# وردن
الوردن أو القرقف الصغير (الاسم العلمي: Auriparus) هو جنس من الطيور يتبع الفصيلة الرميزية من رتبة العصفوريات.

## أنواع الوردن
هناك نوع وحيد لهذا الجنس وهو:
- وردن أصفر الرأس